# 대구서부고등학교
대구서부고등학교(大邱西部高等學校)는 대한민국 대구광역시 서구 평리동에 있는 공립 고등학교이다.

## 학교 연혁
- 1997년 2월 25일 : 대구서부고등학교 설립 인가(36학급, 남녀 공학)
- 1997년 3월 1일 : 초대 한양 교장 취임
- 1997년 3월 3일 : 제1회 입학식(12학급 666명 남 151명, 여 515명)
- 1998년 2월 25일 : 교사 준공
- 1999년 1월 10일 : 학교 급식 시설 완공
- 2000년 2월 10일 : 제1회 졸업식(651명 남 148명, 여 503명)
- 2005년 10월 1일 : 디지털 도서관 ‘청매관’ 개관
- 2008년 3월 1일 : 특수학급 설치(교재, 교구 구입 및 OA가구 설치)
- 2020년 9월 1일 : 제7대 김학근 교장 취임
- 2021년 1월 7일 : 제22회 졸업식(총 238명 남 120명, 여 118명, 졸업생 10,183명)

## 참고 자료
- 대구서부고등학교 - 한국교육학술정보원 학교알리미